# Resident Evil: Marhawa Desire
Resident Evil: marhawa desire, connu au japon sous le nom Biohazard: marhawa desire (バイオハザード-マルハワデザイア-), est un manga faisant partie intégrante de la chronologie officielle de la série Resident Evil, scénarisée par Capcom. Il est dessiné par Naoki Serizawa et est prépublié pour la première fois dans le magazine Weekly Shōnen Champion en février 2012. Le dernier chapitre est paru en juillet 2013. Il est publié en volumes reliés par Akita Shoten et par Kurokawa en français à partir de juin 2012, à l'occasion d'une sortie mondiale dans une dizaine de pays,.
Dans la saga officielle, le manga assure la transition entre Resident Evil 5 et Resident Evil 6.

## Synopsis
Située non loin de Singapour et réputée pour son enseignement d'excellence, l'école Marhawa accueille l'élite des étudiants venus de toute l'Asie . Mais à la nuit tombée, le mal rôde dans les salles de classe. Doug Wright, professeur éminent en biotechnologies, est appelé en urgence car d'étranges symptômes commencent à se manifester parmi les élèves du prestigieux établissement. Soupçonnant un danger biologique de grande ampleur, il veut contacter Chris Redfield, agent du B.S.A.A luttant contre le bioterrorisme...

## Personnages
Chris RedfieldChef de la branche nord-américaine du BSAA, Chris est une connaissance du professeur Doug Wright. Dans le premier tome, il voudrait retrouver Doug avec Piers Nivans et Merah Biji. Dans le second tome, il apprend que Doug et Ricky sont à l'école Marhawa et décide d'y aller. Chris est perçu comme un agent de terrain extrêmement doué. Dans le troisième tome, Mère Gracia appelle finalement son équipe et il sauve Ricky, durant les dernières pages, d'un groupe de zombies.
Ricky TozawaNeveu du professeur Wright, il accepte de l'accompagner à l'école Marhawa en échange de bonnes notes. Il fait la connaissance d'Alisa Lin et de Bindi Bergara ainsi que de la directrice Mère Gracia. Le soir-même, il est mordu par Alisa, transformée en zombie, mais échappe étrangement à la contamination. C'est lui qui est le plus opposé à Mère Gracia, qui n'arrête pas de vouloir protéger sa réputation. Il finit par tout révéler à Bindi. À la fin du tome, il part dans les souterrains avec son oncle, Bindi, Tahir Kapoor et Ray Hsu. Là-bas, il affronte quelques zombies et en tue un à lui tout seul avec une arbalète. Il développe une attirance pour Bindi. À la fin du second tome, il assiste à l'attaque sanglante du monstre (Nanan Yoshihara) contre son oncle et Kapoor. Dans le tome 3, il convainc Mère Gracia d’appeler la BSAA et devine que c'est Bindi qui est derrière tout le complot bio-terroriste. Ricky est assommé par Bindi, et à son réveil, il découvre l'école en pandémie et décide de rejoindre son oncle à l'infirmerie. Durant son parcours, il fait équipe avec Kwan et assiste à la mort de cette dernière et de Mère Gracia. Alors qu'il est acculé par des zombies, il se prépare à se suicider mais Chris Redfield intervient et le sauve.
Mère GraciaC'est la directrice de l'école Marhawa. Elle a reçu l'école comme héritage de son père et est prête à tout pour protéger la réputation de son école, s'opposant et se mettant à dos Doug Wright (son ancien amant) et Ricky. Dans le premier tome, elle se fait attaquer par un troisième zombie et on apprend dans le second qu'il y a trois mois une élève (Nanan Yoshihara) est morte et qu'elle a caché l'accident. Dans le tome 3, Bindi la confronte et tient sa vengeance. Gracia tire sur Bindi mais cette dernière possède désormais le pouvoir du Virus-C. Mère Gracia est alors mortellement blessée par Bindi.
Doug WrightProfesseur à Singapour, il est spécialiste de dangers biologiques et en armes bio-organiques. Il tente de découvrir la source de l'épidémie et s'oppose à mère Gracia. Il se demande pourquoi son neveu n'a pas été contaminé. À la fin du second tome, il se fait blesser grièvement par un monstre (Nanan Yoshihara). Dans le troisième tome, il semble que sa blessure soit suffisamment grave pour le garder à l'infirmerie.
Bindi BergaraPrésidente du conseil des élèves à l'école Marhawa. Bindi s'est toujours opposée à la politique de Mère Gracia. Elle découvre un peu toute seule ce qui est arrivé à son amie Alisa. Ricky et elle commencent à être attirés l'un pour l'autre. Elle se sert d'une arbalète pour tuer deux zombies dans le second tome mais est discréditée par Mère Gracia et déchue de son titre. On apprend que trois mois auparavant, elle avait tenté de s'enfuir de l'école avec Nanan Yoshihara mais que cette dernière est morte accidentellement sous ses yeux. Dans le tome, la vérité est dévoilée : Bindi a toujours voulu changer la politique de l'école et a tenté de s'enfuir avec Nanan. Lors de la mort de celle-ci, Bindi a été contacté par la femme à l'imperméable qui lui a donné le virus. Bindi l'a injecté à Nanan et a commencé à infecter diverses personnes (Ra-Na Bae, Alisa Lin, Ray Hsu...). Elle révèle cela à Ricky et s'injecte le Virus-C qui la dote d'une force incroyable. Bindi se transforme en monstre (un tiers de son corps : le bras anormalement long et visqueux et des yeux sur le côté du front). Elle est alliée avec Nanan et déclenche la contamination d'une foule d'élèves et va affronter Mère Gracia qu'elle tue. Bindi provoque ensuite la mort de Kwan avant de railler Ricky.
Piers NivansMembre de l'équipe Alpha de la branche nord-américaine du BSAA, c'est un agent luttant contre le bio-terrorisme, au même titre que Merah Biji. Il accompagne Chris dans ses déplacements et décide avec ses deux amis de se rendre à l'école à la fin du second tome. Il arrive avec ses coéquipiers à l'école à la fin du tome.
Merah BijiMembre de la BSAA et considérée comme le meilleur agent de la branche Moyen-Orient. Elle se bat notamment avec un couteau Kukri. Elle accompagne Chris dans ses déplacements avec Piers Nivans. C'est elle qui connaissait le professeur Wright et qui prévint Chris de sa disparition. Dans le tome 3, elle arrive à l'école.
Tahir KapoorAgent spécial de la sécurité à l'école Marhawa. Il fut secouru avec Ray Hsu alors qu'il mourrait de faim par le père de Mère Gracia. Il est d'une dévotion absolue pour cette dernière. Il va dans les souterrains à la fin du premier tome et se fait mordre, mais n'est pas contaminé, comme Ricky. Dans le second tome, Mère Gracia lui fournit des armes qu'il partage avec Doug Wright et Ricky. À la fin de ce tome, son bras lui est arraché par le monstre (Nanan Yoshihara). Dans le tome 3, le monstre le contamine par son souffle et Kappor se transforme en zombie avant d'être achevé par Ricky.
Ray HsuProfesseur principal, recueilli dans son enfance par le père de Mère Gracia. Il est d'une dévotion absolue pour Mère Gracia. À la fin du premier tome, il va dans les souterrains avec Kapoor, Doug, Ricky et Bindi mais se fait mordre grièvement au coup. Il meurt et revient en zombie et est finalement achevé par son ami Kapoor.
Nanan YoshiharaAmie de Bindi Bergara, elle est morte il y a trois mois. Son corps a été utilisé probablement dans le cadre d'une expérience pour en faire une dangereuse arme biologique. Depuis, le corps de Nanan est muni de tentacules très rapides. À la fin du second tome, elle attaque et blesse Doug et Kapoor. Dans le tome 3, on découvre que Nanan était issue d'une famille pauvre et que les élèves la harcelaient (dont Alisa et Ra-Na). Nanan contamine l'ensemble des élèves dans ce même tome.
Alisa LinVice-présidente du conseil des élèves à l'école Marhawa. Elle tombe amoureuse de Ricky dès son arrivée. Mais le soir même, Alisa est contaminée par une source inconnue et attaque Ricky. Elle est rapidement maîtrisée et son corps est incinéré dans un incendie organisé par Mère Gracia, au même titre que Ra-Na Bae. Son collier est retrouvé dans les débris par son amie Bindi Bergara. Dans le tome 3, on découvre qu'Alisa était vindicative envers Nanan et que c'est pour cela que cette dernière et Bindi l'ont transformée.
Kwan Nguyen ThiKwan est une élève de l'école Marhawa qui apparait dans le tome 3. Elle est l'une des dernières personnes vivantes lors de l'épidémie massive. Kwan parcourt l'école, armée d'une batte de base-ball, avec Tai-Ming. Ce dernier meurt et Kwan trouve Ricky qui la sauve d'un zombie. Ils vont ensemble voir Mère Gracia mais cette dernière se fait tuer par Bindi. Folle de rage, Kwan frappe Bindi qui la jette par une fenêtre devant Ricky. En tombant, Kwan atterrit devant un groupe de zombie qui la tue rapidement.
Ra-Na BaePremière victime de l'épidémie. Au début du premier tome, elle attaque une élève et est emprisonnée dans un caveau. Elle est finalement incinérée avec Alisa Lin. Dans le tome 3, on découvre qu'elle était vindicative envers Nanan et que c'est pour cela qu'elle a été infectée par Nanan et Bindi.
Yang Tai-MingTai-Ming est un élève de Marhawa, ami de Kwan. Avec elle, il parcourt l'école. Dans un conduit d'aération, il glisse et ses jambes pendent dans le couloir, et des zombies ont vite fait de l'attaquer et Tai-Ming meurt en tombant dans le couloir avec les zombies sous les yeux de Kwan.
Femme à l'imperméable (Carla Radames ou Ada Wong)Mystérieux personnage faisant des apparitions régulières au fil des tomes. Elle est probablement celle qui a lancé l'épidémie dans l'école Marhawa, contaminant ainsi Ra-Na Bae, Alisa Lin, le corps de Nanan Yoshihara et les ouvriers des souterrains. Elle communique grâce à un cube et porte des bottes à talons. Cette femme est probablement Carla Radames ou Ada Wong.

## Liste des volumes
| no | Japonais       | Japonais          | Français         | Français          |
| no | Date de sortie | ISBN              | Date de sortie   | ISBN              |
| -- | -------------- | ----------------- | ---------------- | ----------------- |
| 1  | 8 juin 2012    | 978-4-253-13291-6 | 14 juin 2012     | 978-2-351-42808-5 |
| 2  | 5 octobre 2012 | 978-4-253-13292-3 | 13 décembre 2012 | 978-2-351-42845-0 |
| 3  | 8 janvier 2013 | 978-4-253-13293-0 | 7 mai 2013       | 978-2-351-42877-1 |
| 4  | 8 mai 2013     | 978-4-253-13294-7 | 10 octobre 2013  | 978-2-351-42919-8 |
| 5  | 8 octobre 2013 | 978-4-253-13295-4 | 13 mars 2014     | 978-2-351-42951-8 |